# مارچلو گاندینی
مارچلو گاندینی (به ایتالیایی: Marcello Gandini) (زادهٔ ۲۶ اوت ۱۹۳۸ - درگذشتهٔ ١٣ مارس ٢٠٢۴) طراح خودرو و مهندس اهل ایتالیا بود که به خاطر کارش با شرکت طراحی خودروی گروپو برتونه و طرح‌هایش مثل لامبورگینی میورا، لامبورگینی کونتاش و لامبورگینی دیابلو شناخته شده‌است. گاندینی، همراه با طراحان خودرو ایتالیایی، جورجتو جوجارو و لئوناردو فیوراوانتی، همگی در سال ۱۹۳۸ و در فاصله چند ماه از یکدیگر متولد شدند.